# Nord-ouest (Vietnam)
Pour les articles homonymes, voir Nord-ouest.
Le Nord-ouest (Tây Bắc en vietnamien) est l'une des deux régions du Vietnam n'ayant aucun accès maritime. Elle est frontalière de la Chine et du Laos et regroupe quatre provinces. C'est une région très montagneuse et y figurent les plus hauts sommets du pays, comme le Phan Xi Pang ou le Phu Si Lùng. On considère souvent que les provinces de Lào Cai et de Yên Bái font partie de la région du Nord-ouest.

## Provinces
| Provinces/Municipalité | Capitale      | Population (2009) | Population (2012) | Population (2019) | Superficie (km²) |
| ---------------------- | ------------- | ----------------- | ----------------- | ----------------- | ---------------- |
| Điện Biên              | Dien Bien Phu | 459 100           | 519 300           | 567 000           | 9 562,5          |
| Hòa Bình               | Hòa Bình      | 820 400           | 806 100           | 976 699           | 4 684,2          |
| Lai Châu               | Lai Châu      | 319 900           | 397 500           | 470 510           | 9 112,3          |
| Sơn La                 | Sơn La        | 1 007 500         | 1 134 300         | 1 195 107         | 14 174,4         |
| Lào Cai                | Lào Cai       | 613 075           | 646 800           | 701 706           | 6 357,0          |
| Yên Bái                | Yên Bái       | 740 905           | 764 400           | 809 248           | 6 882,9          |

## Galerie

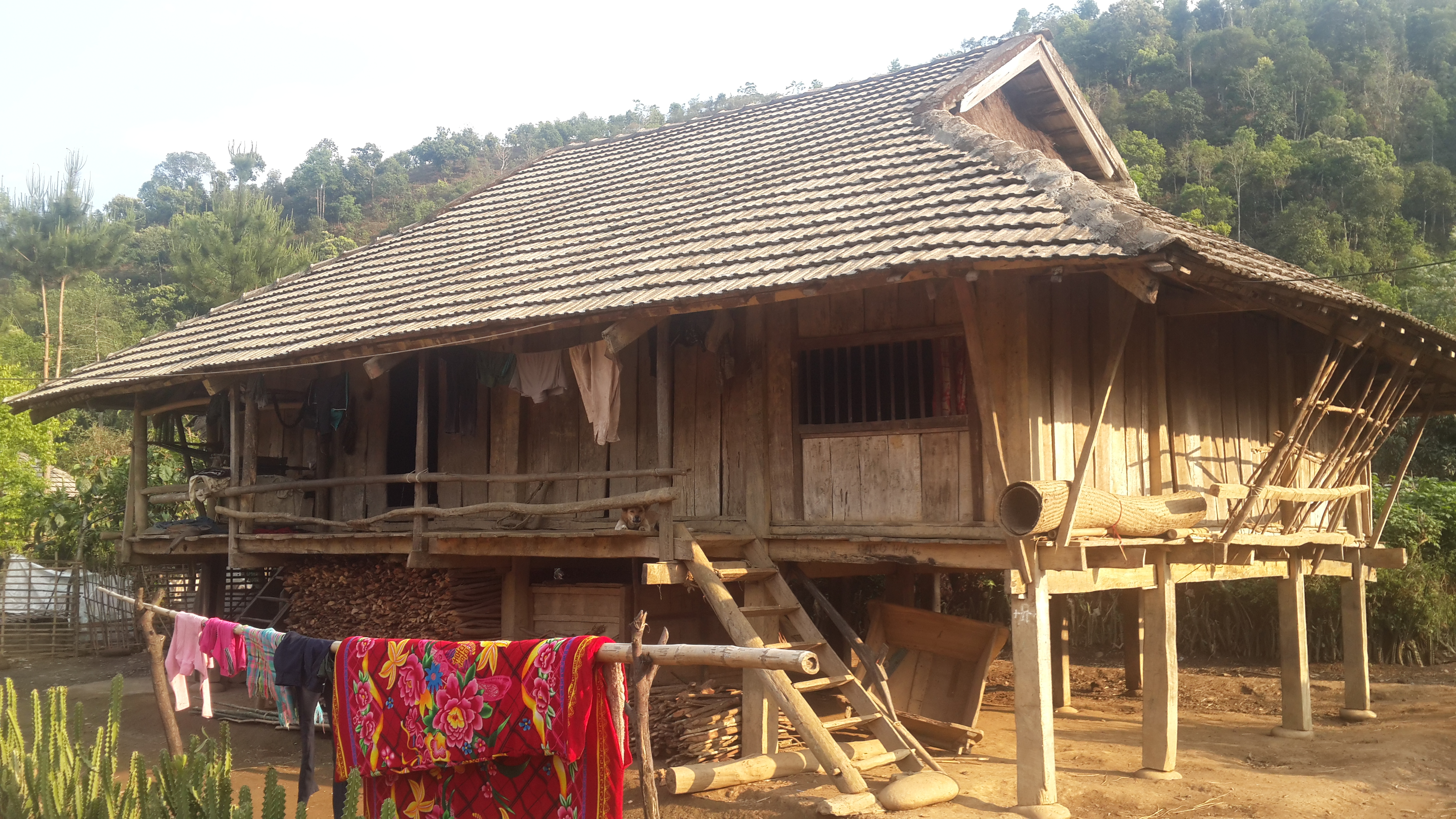
Maison de la province de Lai Châu
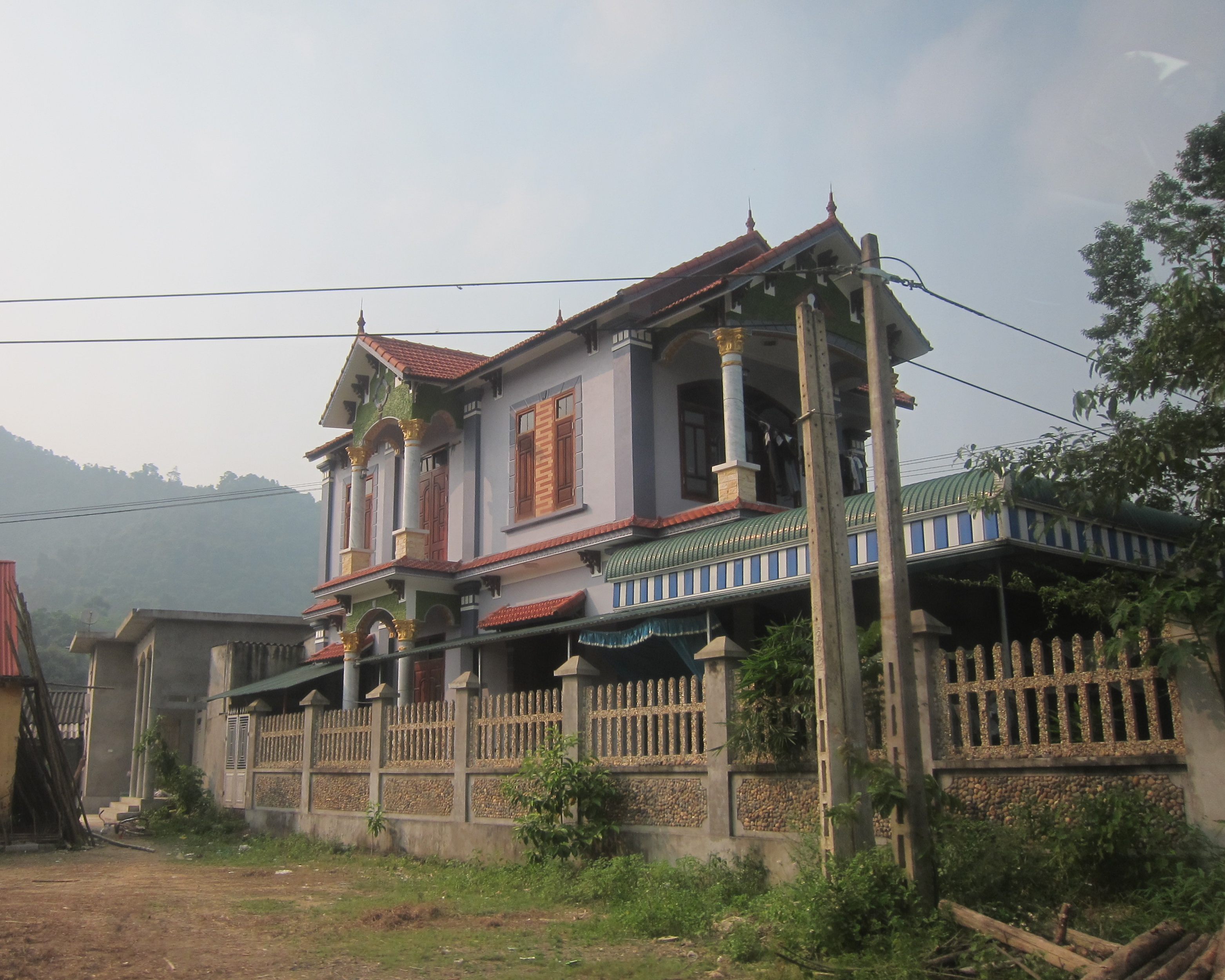
Maison du district de Kim Boi.
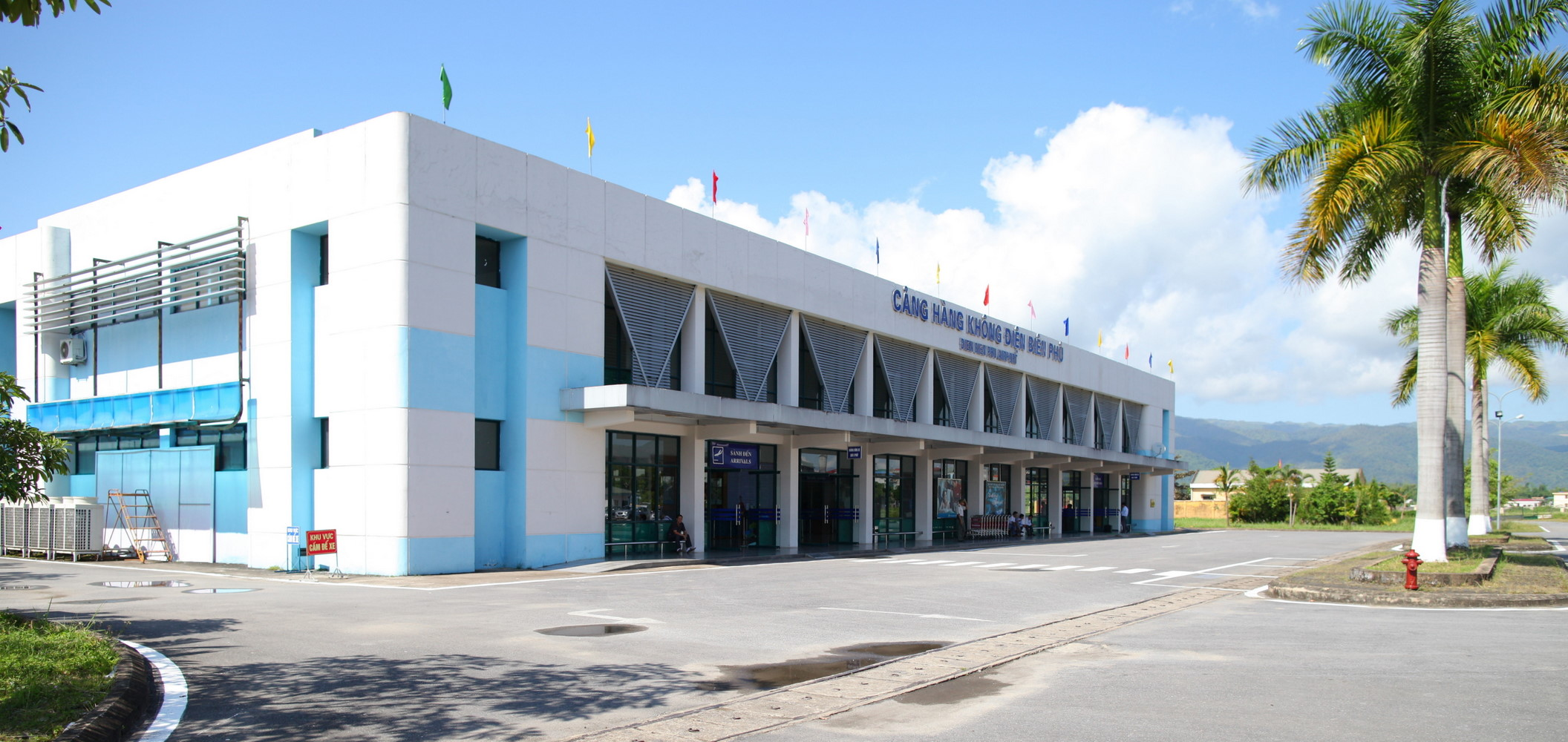
Aéroport de Dien Bien Phu.
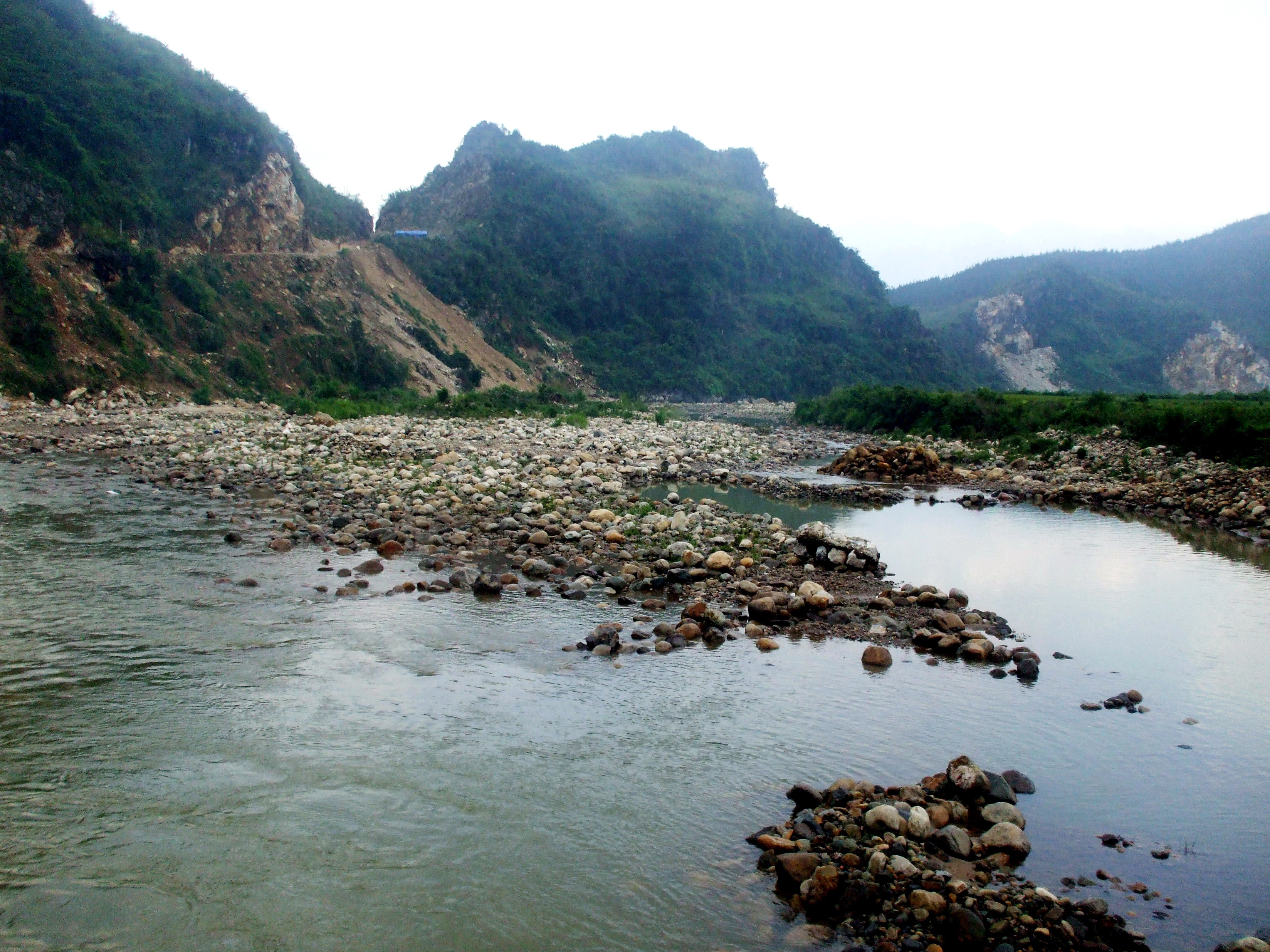
Paysage sur la route 70 de Lao Cai.